# Sawney Beane
Alexander "Sawney" Bean fue el legendario jefe de un clan de 48 personas, en el entonces Reino de Escocia, que en algún momento del siglo XVI presuntamente fueron juzgados y ejecutados por el asesinato en masa y canibalismo de más de 1000 personas.
Aunque la historia forma parte del Newgate Calendar, una recopilación y relación de hechos criminales publicada por la prisión de Newgate en Londres, los historiadores tienden a creer que Sawney Beane nunca existió. De todas maneras, su historia es parte de las leyendas y referencias turísticas de Edimburgo.

## Leyenda
Los supuestos hechos ocurrieron durante el reinado del rey Jacobo VI de Escocia. Sawney Beane, natural del condado de East Lothian, a unos trece kilómetros al este de la ciudad de Edimburgo, desistió de ganarse la vida honradamente como su padre y después de casarse se instala con su mujer en una profunda cueva situada en la costa del condado de Galloway, la cual convierte en su hogar y guarida por 25 años, durante los cuales conforma un clan producto del incesto que en el momento de ser descubiertos por las autoridades estaba conformado por 48 personas de las cuales 21 eran del sexo femenino. Este clan de los Beane asaltaba a los viajeros para robarles, asesinarlos y cometer actos de canibalismo y vampirismo con sus cuerpos.
Cuando una pareja de viajeros es asaltada, el esposo consigue defenderse con sus armas y sobrevive gracias a la ayuda de un par de decenas de feriantes que pasaban cerca y escucharon sus gritos, después de ser testigo horrorizado de los salvajes actos que cometieron con su esposa a la que degollaron y bebieron de su sangre. Después de esta intervención, los miembros caníbales presentes escapan, y el hombre junto con el grupo de feriantes vuelven a Edimburgo y logran denunciar los hechos ante las autoridades. 
El rey en persona, con 400 hombres, acude a capturar a los Beane, y con la ayuda de sabuesos logran descubrir la entrada a la cueva, que durante la marea alta estaba oculta a cualquier mirada y así advierten la magnitud de los crímenes de los Beane al encontrar restos de numerosos cadáveres dentro de la cueva. El clan fue llevado a Edimburgo, en donde todos sus miembros fueron juzgados e inmediatamente fueron ejecutados (algunos desmembrados y otros quemados vivos en hogueras incluyendo a las mujeres y niños del clan) sin que en el proceso, o durante la ejecución, mostraran señales de arrepentimiento.Se dice que el único que llegó a emitir palabras, fue el propio “Sawney” Beane.

## Controversia histórica
Algunos historiadores ponen en tela de juicio la veracidad de todos los hechos sobre Sawney Beane y su familia y su existencia real. Incluso alguna opinión sugiere que el origen de la leyenda, relatada en las publicaciones británicas populares y sensacionalistas de la época, es la intención de los ingleses de desacreditar a Escocia durante el Levantamiento jacobita.